# Caesarsboom

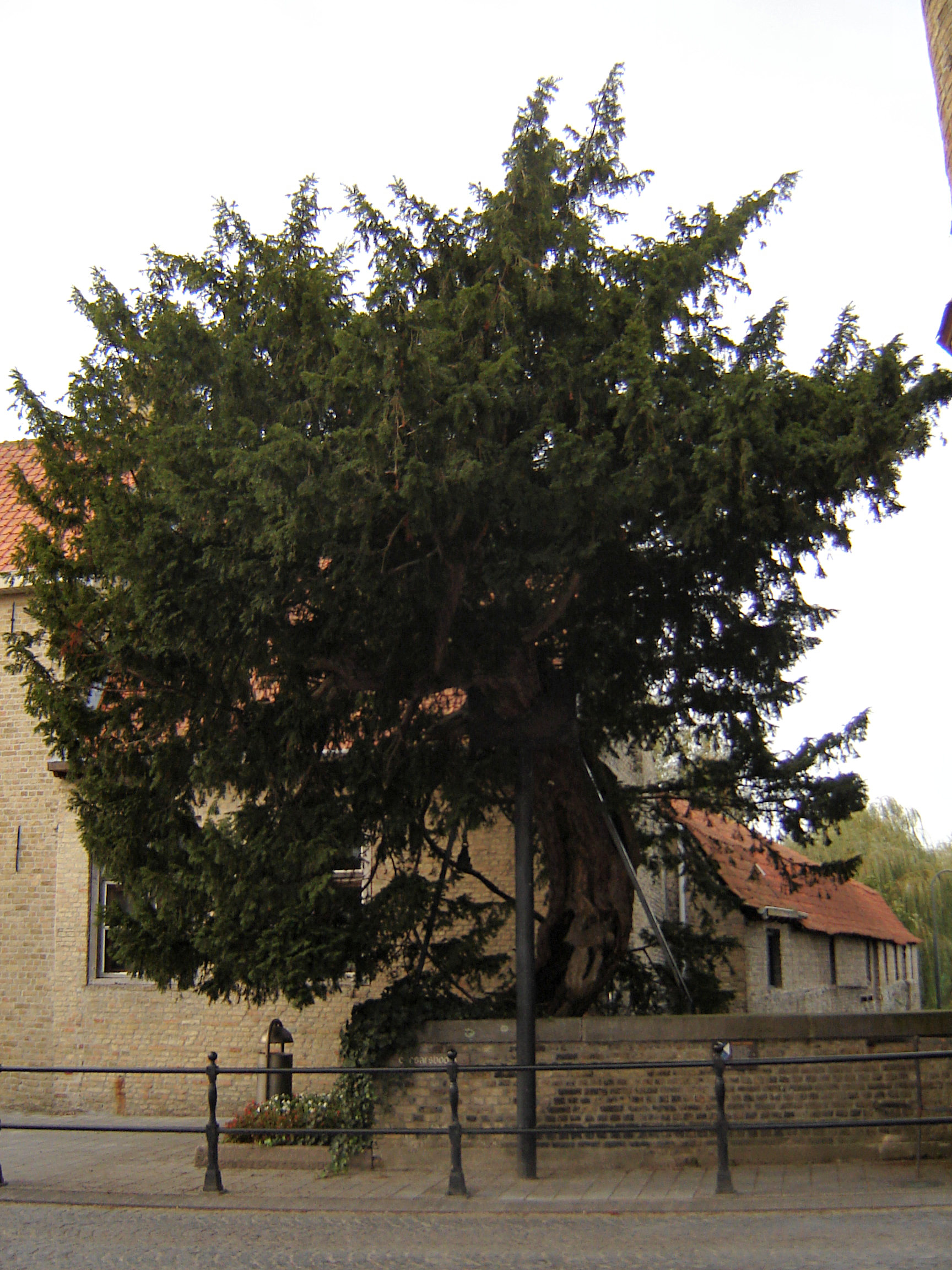
Caesarsboom in Lo

De Caesarsboom is een oude taxusboom (ook wel venijnboom) in het stadje Lo in de Belgische Westhoek. De boom is een van de typische symbolen van Lo en bevindt zich naast de middeleeuwse Westpoort.
De naam verwijst naar een legende over Julius Caesar, die in 55 v.Chr. op weg naar Brittannia een dutje zou hebben gedaan onder de boom en er zijn paard aan zou hebben vastgebonden. Het verhaal gaat terug op de geschiedschrijver Jean-Baptiste Gramaye, die in 1612 als eerste Caesar in Lo liet passeren. In werkelijkheid is de Caesarsboom ongeveer 250 jaar oud. Op een schilderij uit het einde van de 18e eeuw is zijn voorganger te zien in volle wasdom.

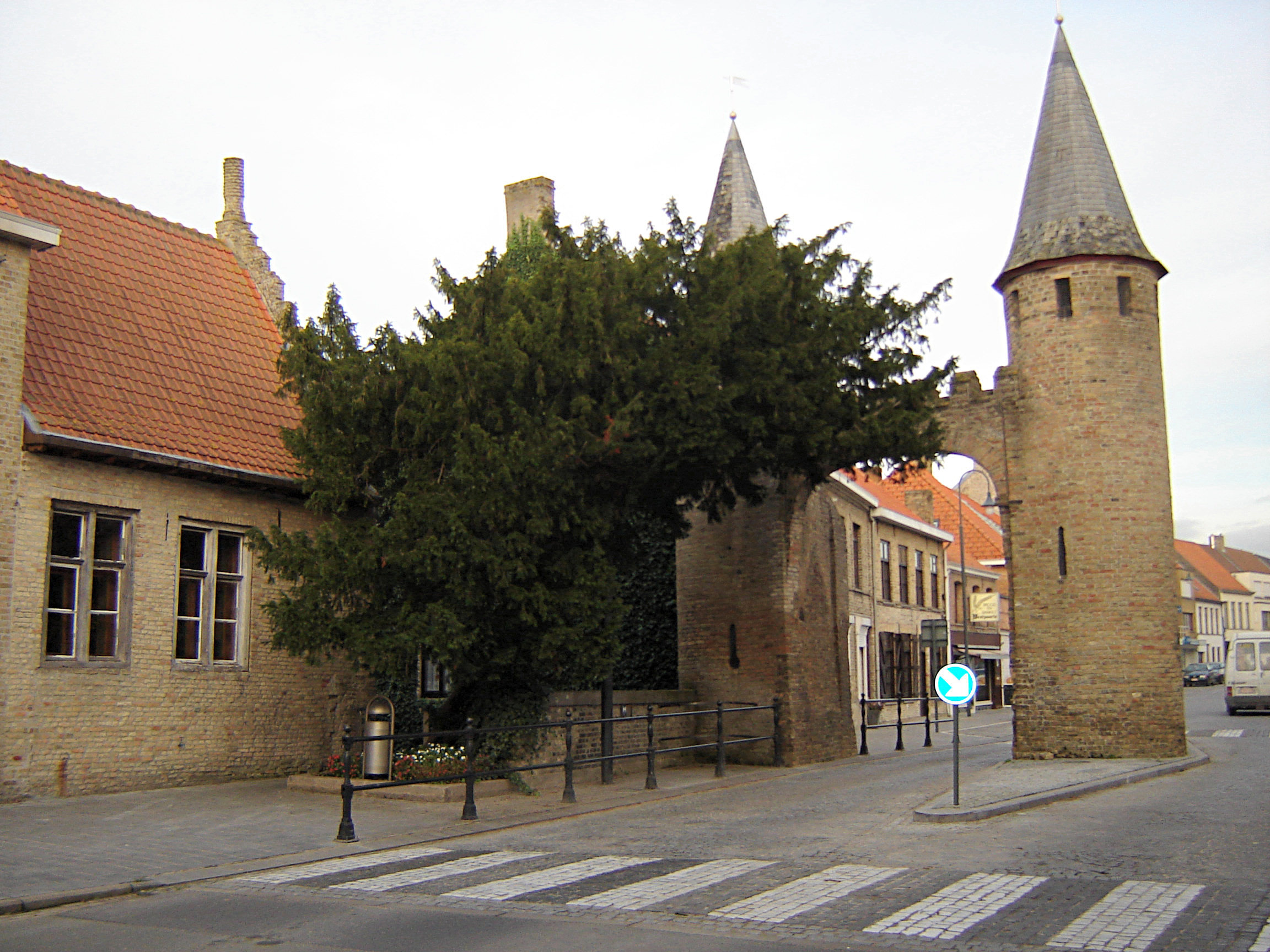
Westpoort met daarvoor de Caesarsboom

De kruin is in de twintigste eeuw nog stevig gegroeid, wat erop duidt dat de plant nog in goede gezondheid verkeerde. Tegenwoordig is de holle stam dichtgemetseld en worden de takken met bandijzers ondersteund. De stam heeft een omtrek van zo'n 2,8 meter.